# Lee Page
Lee Page, angleški igralec snookerja, * 11. junij 1987, Redditch, Anglija.

## Kariera
Page se je prvič pridružil karavani v sezoni 2006/07, a je nato v njej dosegal preskromne rezultate, zato je iz karavane za naslednjo sezono izpadel. Vnovič se je kvalificiral vanjo za sezono 2009/10.